# De schat van de Macboma's
De schat van de Macboma's is het 47ste album in de stripreeks F.C. De Kampioenen naar de gelijknamige tv-serie. Het is getekend door Hec Leemans met medewerking van Tom Bouden. De strip is door Standaard Uitgeverij uitgegeven.

## Verhaal
Na een nederlaag tegen een ploeg travestieten worden de Kampioenen uitgenodigd voor een oefenwedstrijd in Schotland. Deze keer gaat iedereen mee, behalve Fernand. Na de voor één keer gewonnen match wordt Boma aangesproken door burgemeester MacDuff en zijn secretaris MacCrook.. Hij beweert dat Boma een afstammeling is van de MacBoma's stam. Zij zouden ooit een nooit gevonden schat verborgen hebben in hun kasteel, die nu te koop staat. (Mac)Boma wil absoluut zijn schat bemachtigen en wil het kasteel kopen. Maar Bieke, Doortje en Pol vinden alles nogal verdacht. Voor de burgemeester kan het kasteel maar niet snel genoeg verkocht worden voor een enorm groot bedrag. Later ontdekken Bieke en Doortje iets.

## Hoofdpersonages
- Balthasar Boma
- Fernand Costermans
- Bieke Crucke
- Pascale De Backer
- Maurice de Praetere
- Pol De Tremmerie
- Doortje Van Hoeck
- Marc Vertongen
- Carmen Waterslaeghers
- Xavier Waterslaeghers

## Gastpersonages
- Burgemeester MacDuff

Zal 't gaan, ja? · Mijn gedacht! · Buziness is buziness · Vliegende dagschotels · 't Is niet waar, hé? · De dubbele dino's · Kampioen zijn is plezant! · Kampioenen op verplaatsing · Tournee Zénérale · De ontsnapping van Sinterklaas · Xavier in de puree · Het sehks-schandaal · De kampioenen maken een film · Oma Boma · De huilende hooligan · Bij Sjoeke en Sjoeke · Het geval Pascale · De simpele duif · Supermarkske · Supermarkske slaat terug · Kampioenen aan zee · Boma in de coma · De dader heeft het gedaan · De wereldkampioenen · Sergeant Carmen · Het spiedende oog · Vertongen en zoon · Man, man, man! · Stem voor mij! · Gebakken lucht · Kampioenen op wielen · De zeep-serie · Kampioenen in Afrika · Supermarkske op de bres · Agent Vertongen · De trouwpartij · Kampioenen op latten · Buffalo Boma · De vliegende reporter · De groene zwaan · Xavier gaat vreemd · De lastige kampioentjes · Boma in de wellness · De antieke antiquair · Alle hens aan dek  · Supermarkske op het slechte pad  · De schat van de Macboma's · De Jobhopper · De Kampioenen in het circus · 50 Kaarsjes... · Baby Vertongen · De nies van de neus · Don Padre Padrone · De rally van tante Eulalie · Paulientje op de dool · Miss Moeial · Carmen in het nieuw · Het geheim van de kampioentjes · De Afronaut · De erfenis van Maurice · De Kampioenen maken ambras · Oma Boma trainer · DDT doet weer mee · 20 jaar later · De Kampioenen in Pampanero · Kampioentjes verliefd · Supermarkske is weer fit · De pil van Pol · Vertongen Vampier · Fernand gaat trouwen · De verdwenen kampioenen · Xaverius De Grote · Komen vreten · Dolle Door · Hello poepa · De vinnige voetballer · Vijftig tinten paarsblauw · Dokter Jekyll en mister Vertongen · De kampioenen van de filmset · De Kampioentjes en het spookkasteel · De Kampioenen in Rio · Boma op de klippen · Op zoek naar Neroke · Supermarkske bakt ze bruin · De Corsicaanse connectie · De lotto-kampioen · DDT op het witte doek · De geniale djinn · Paniek in de Pussycat · De kampioentjes maken het bont · De malle mascotte · De pakjesoorlog · Supermarkske is weer proper · De tandartsassistente · Maurice de zwijger · Pol en Doortje gaan scheiden · Allemaal cinema! · Boma burgemeester · De nieuwe kolonel · Alles loopt in het honderd · De bucketlist van Xavier · Bibi Carmen · De kampioentjes en de kroonprins · Vrouwen aan de macht · Patatten en saucissen · De bronzen beker · Supermarkske en de 7 dwergen · De Kampioenen trappen door · De grimas van een paljas · De verjaardagstaart · Kampioenen aan het front · Boma in de val · Terug naar Splotsj · Ginette · Gespuis in huis · De knecht van tante Eulalie · De bal is rond · De strijd der titanen